# Powszechna Kasa Oszczędności Bank Polski

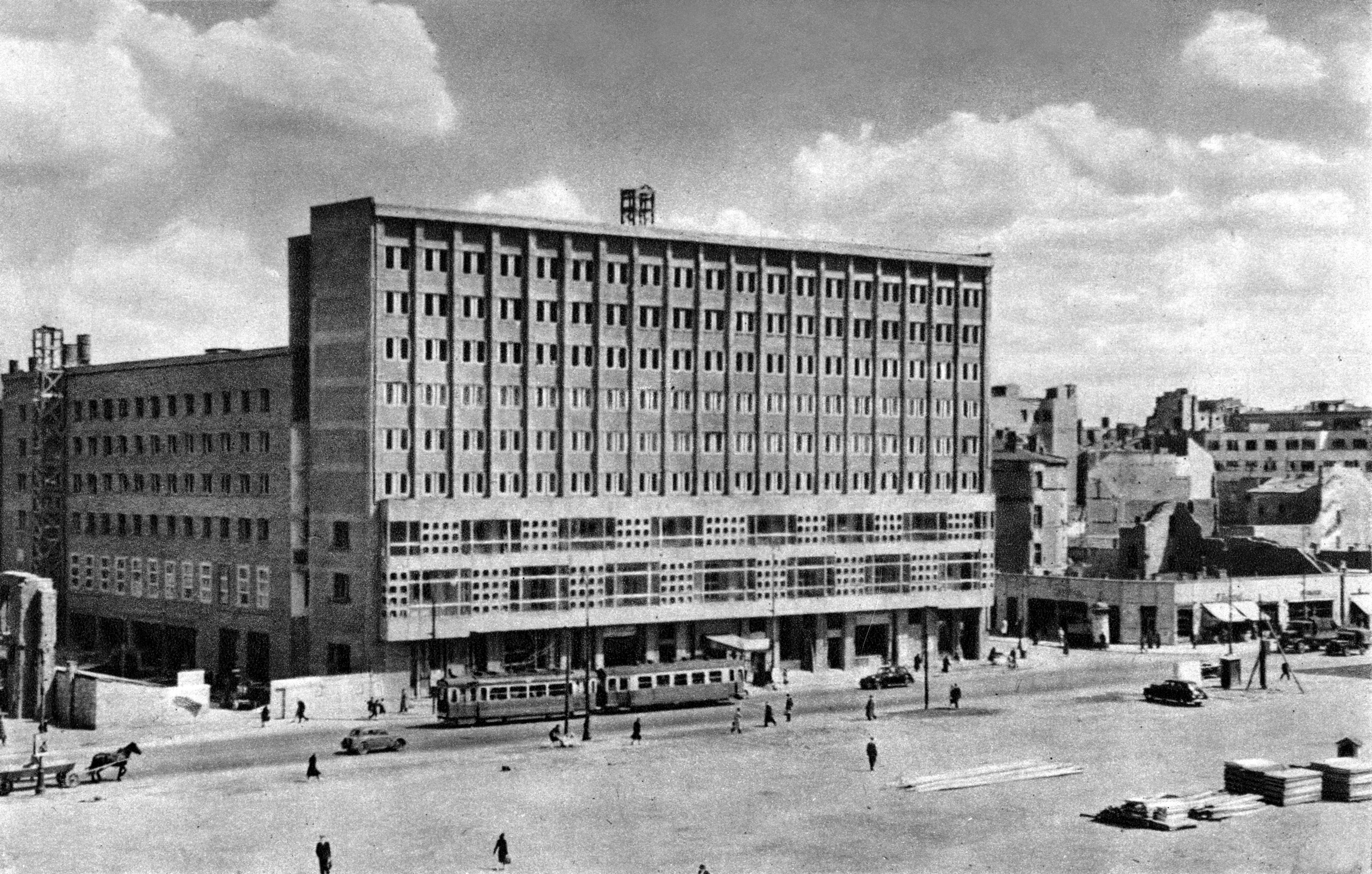
Budynek Powszechnej Kasy Oszczędności w Warszawie (1948)

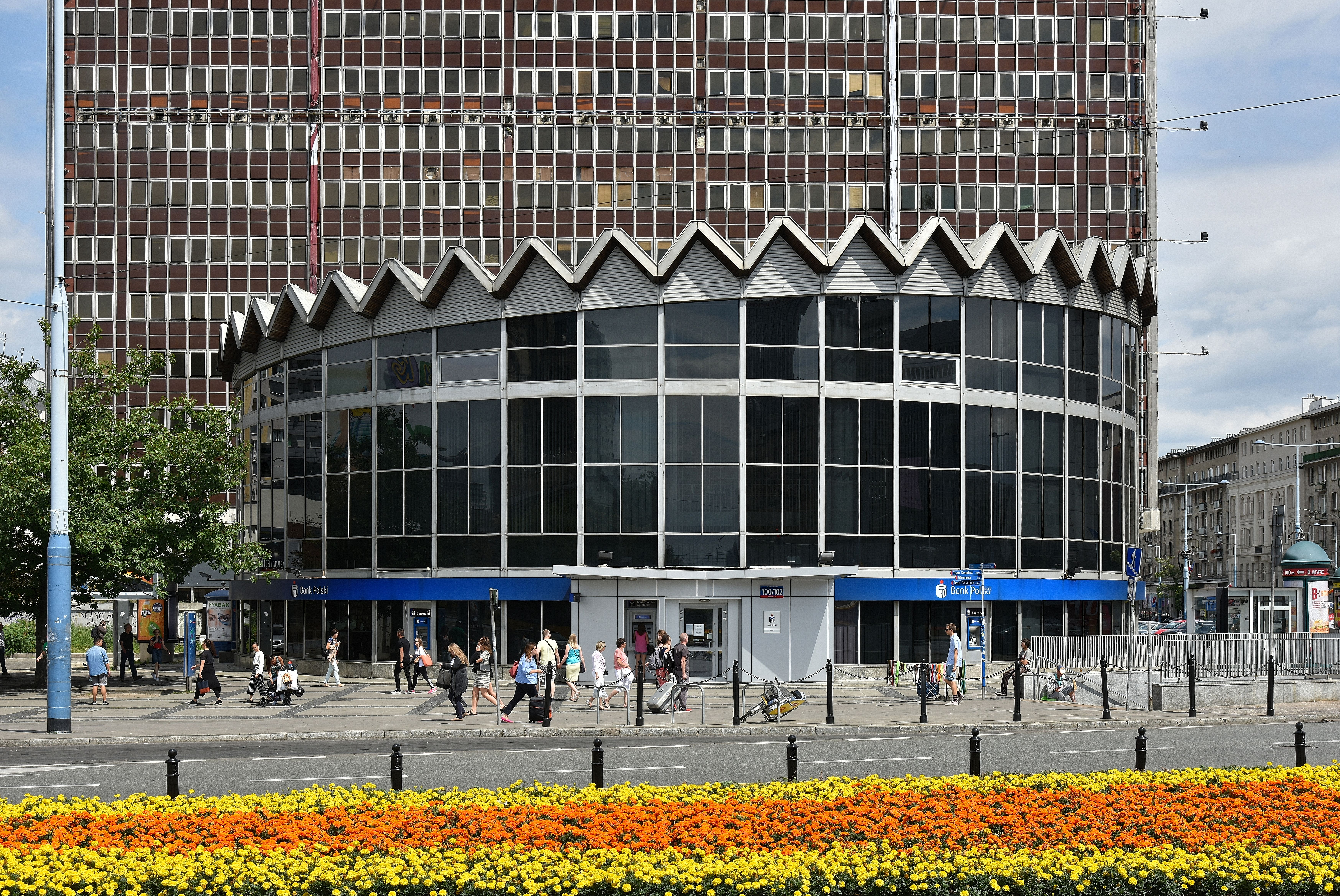
Rotunda PKO w Warszawie (2016)

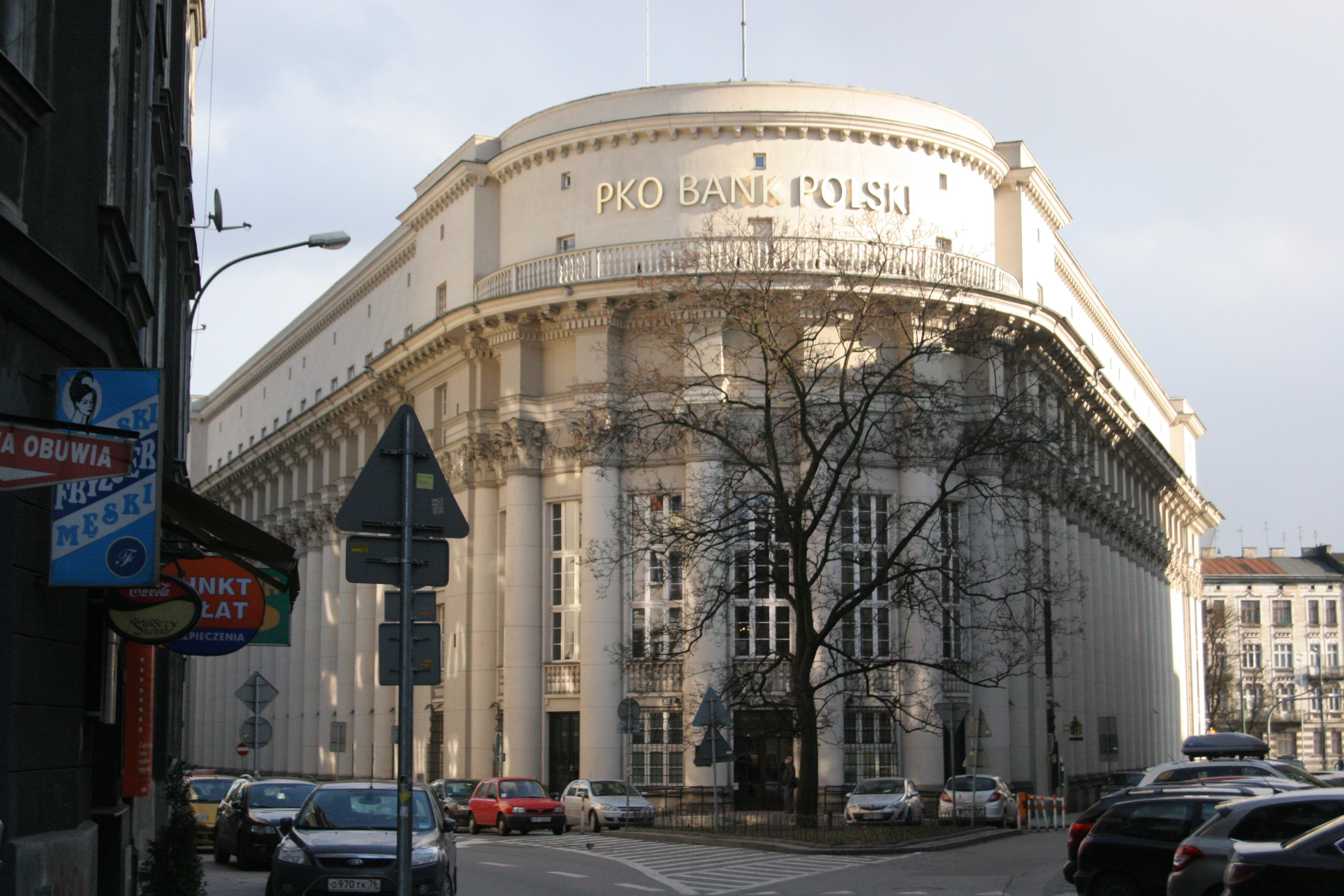
Gmach PKO w Krakowie (2012)

Powszechna Kasa Oszczędności Bank Polski Spółka Akcyjna (skrót: PKO Bank Polski ., PKO BP.) – największy bank uniwersalny w Polsce, spółka akcyjna notowana od 2004 na Giełdzie Papierów Wartościowych w Warszawie.
W 2018 PKO BP zajął 845. pozycję w rankingu największych przedsiębiorstw na świecie Global 2000 magazynu „Forbes”.

## Historia
7 lutego 1919, dekretem Tymczasowego Naczelnika Państwa Józefa Piłsudskiego, utworzona została Pocztowa Kasa Oszczędności. Jej pierwszym dyrektorem został mianowany 28 grudnia 1919 Hubert Linde. Po nim prezesami PKO byli Emil Schmidt i Henryk Gruber. Z czasem utworzono centralę banku w Warszawie z siedzibą przy ul. Świętokrzyskiej 31/33 oraz pierwsze oddziały lokalne: w Krakowie, Lwowie, Łodzi, Poznaniu i Katowicach. Pierwszym celem PKO stało się wprowadzenie do obiegu polskiego złotego zamiast marki polskiej (jako pochodnej marki niemieckiej). Od 1920 bank posiadał osobowość prawną, jako instytucja państwowa. Pracownicy Kasy byli zrzeszeni w Zrzeszeniu Pracowników Pocztowej Kasy Oszczędności, które miało swoje koła przy większych Oddziałach, np. w Warszawie, w Łodzi.
Podczas okupacji niemieckiej ziem polskich, w czasie II wojny światowej kasa funkcjonowała pod zarządem niemieckim. W 1945 działalność kasy została wznowiona.
Dekretem Rady Ministrów z dnia 25 października 1948 r. o reformie bankowej (Dz.U. z 1948 r. nr 52, poz. 412) zlikwidowano dotychczasową Pocztową Kasę Oszczędności, a jednocześnie powołano do życia nowy bank państwowy – Powszechną Kasę Oszczędności. Na podstawie powyższego dekretu Minister Skarbu w dniu 19 grudnia 1949 r. wydał dwa rozporządzenia związane z utworzeniem Powszechnej Kasy Oszczędności: rozporządzenie w sprawie rozpoczęcia działalności Powszechnej Kasy Oszczędności, oraz rozporządzenie w sprawie przekazania Powszechnej Kasie Oszczędności przez Pocztową Kasę Oszczędności agend oraz aktywów i pasywów objętych rachunkiem polskim oraz postawienia Pocztowej Kasy Oszczędności w stan likwidacji.
1 stycznia 1950 agendy Pocztowej Kasy Oszczędności przejęła Powszechna Kasa Oszczędności, która rozpoczęła działalność z dniem 1 stycznia 1950 r. i z tym dniem na jej rzecz przekazane zostały aktywa i pasywa zlikwidowanej Pocztowej Kasy Oszczędności. W 1974 ofertę PKO wzbogacono o rachunek oszczędnościowo-rozliczeniowy dla osób fizycznych (zwany popularnie ROR).
Pod koniec lat 60. Karol Śliwka zaprojektował logotyp PKO, który funkcjonuje do dziś. 
Ustawą z dnia 12 czerwca 1975 r. Prawo bankowe, z dniem 1 lipca 1975 r. Powszechna Kasa Oszczędności została włączona w struktury Narodowego Banku Polskiego.

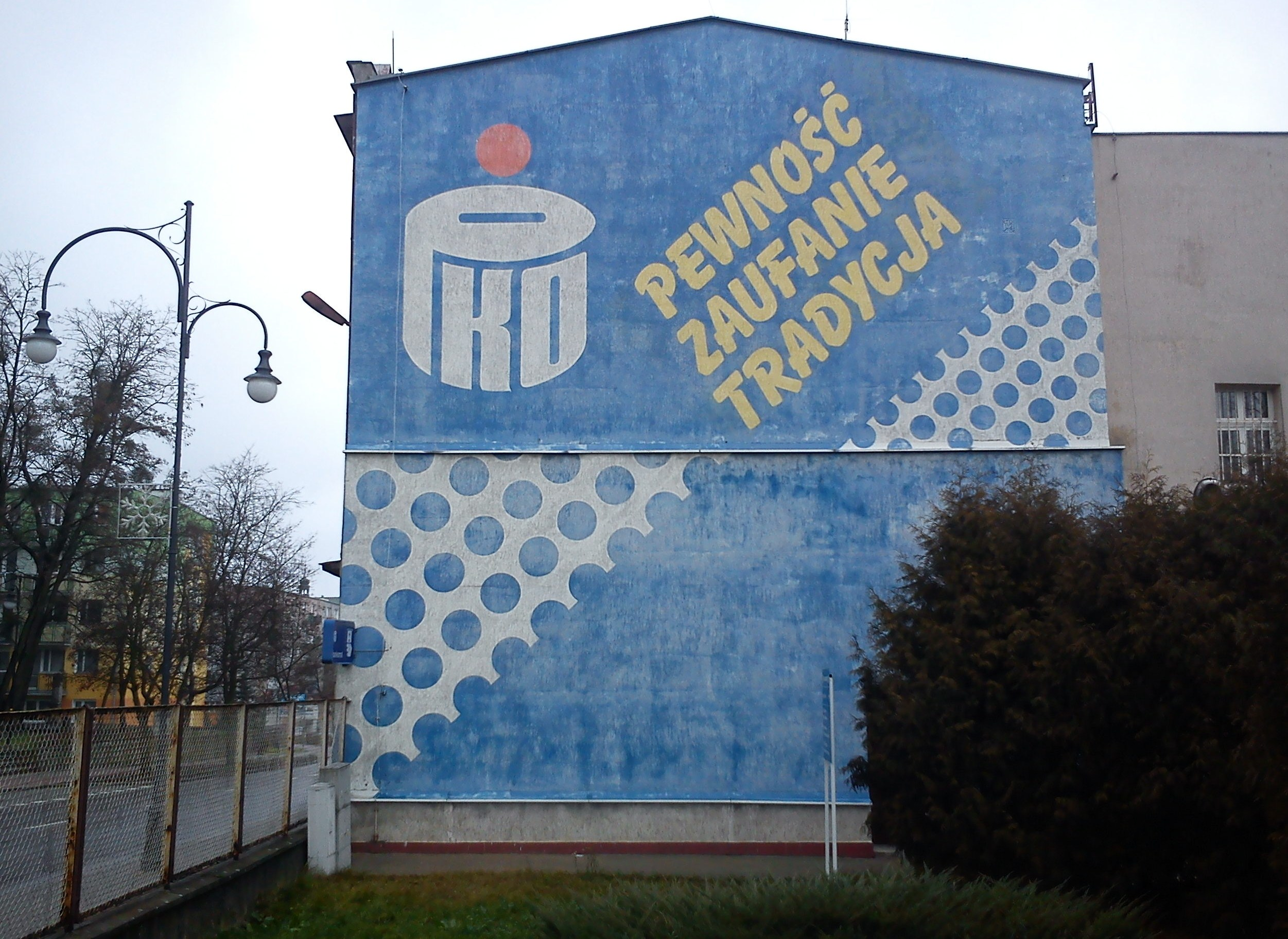
Reklama banku w Trzciance (2011)

1 listopada 1987 PKO stała się ponownie samodzielnym bankiem, zmieniając nazwę na Powszechna Kasa Oszczędności Bank Państwowy. Wydzielenie z NBP powszechnych kas oszczędności i utworzenie banku państwowego nastąpiło na podstawie art. 63 i art. 95 ustawy z dnia 26 lutego 1982 r. Prawo bankowe (Dz.U. z 1982 r. nr 7, poz. 56) i rozporządzenia Rady Ministrów z dnia 7 września 1987 r. w sprawie wydzielenia powszechnych kas oszczędności z Narodowego Banku Polskiego i utworzenia Powszechnej Kasy Oszczędności – banku państwowego (Dz.U. z 1987 r. nr 29, poz. 159).
Na podstawie rozporządzenia Rady Ministrów z dnia 18 stycznia 2000 r. dotychczasową Powszechną Kasę Oszczędności bank państwowy z siedzibą w Warszawie przekształcono 12 kwietnia 2000 w jednoosobową spółkę Skarbu Państwa pod nazwą Powszechna Kasa Oszczędności Bank Polski Spółka Akcyjna.
10 listopada 2004 bank zadebiutował na Giełdzie Papierów Wartościowych w Warszawie.
Od 2019 sponsor tytularny piłkarskiej Ekstraklasy.
15 grudnia 2021 PKO BP zaplanowało wyłączenie swojej aplikacji mobilnej dla systemu Windows 10 Mobile. Jest to ostatni bank w Polsce, który kończy wsparcie dla tej platformy.

## Działalność

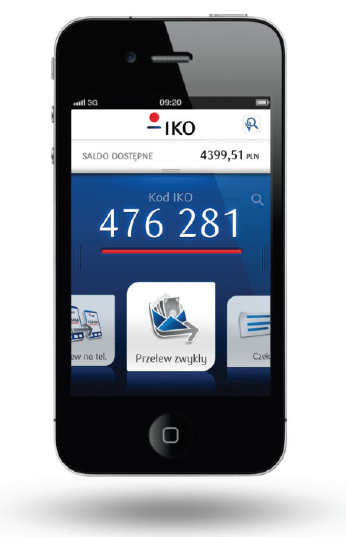
Ekran aplikacji mobilnej banku (2014)

PKO Bank Polski jest bankiem uniwersalnym. Obsługuje zarówno osoby fizyczne, małe i średnie przedsiębiorstwa, jak i wielkie korporacje. Według danych na 31.12.2015 bank posiadał 1238 oddziałów detalicznych, 11 regionalnych oddziałów detalicznych, 32 centra korporacyjne, 7 regionalnych oddziałów korporacyjnych, 8 biur bankowości prywatnej, 3196 bankomatów i 881 agencji. PKO Bank Polski prowadził 6,621 mln rachunków bieżących i obsługiwał 8,982 mln klientów. Bank zatrudniał ponad 25,9 tysiąca pracowników.

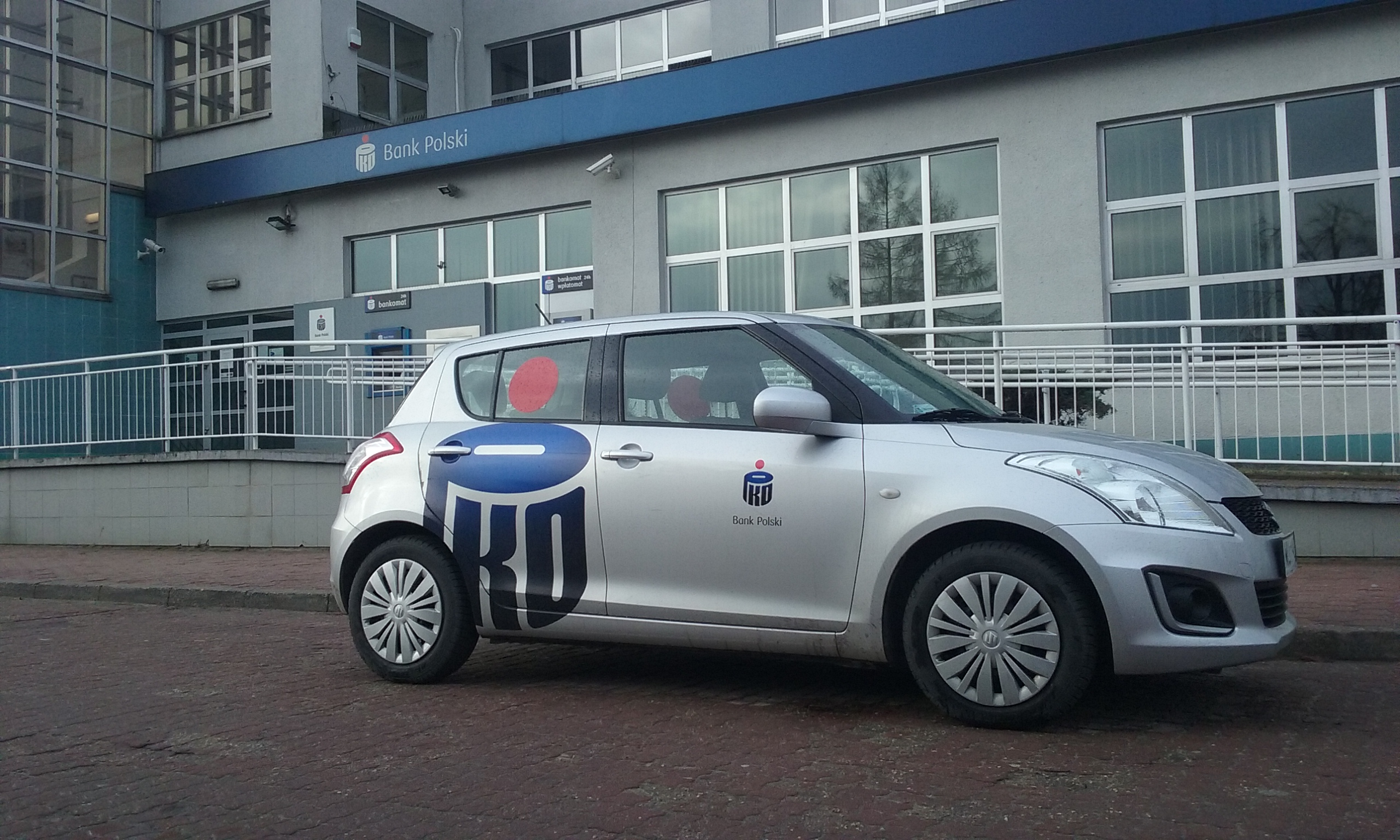
Samochód PKO BP przed siedzibą banku, Tomaszów Mazowiecki (2019)

PKO Bank Polski kontrolowany jest przez Skarb Państwa, który posiada w nim 29,43% akcji. Akcje posiadają ponadto inwestorzy indywidualni i instytucjonalni, przy czym Nationale-Nederlanden Otwarty Fundusz Emerytalny (dawniej ING OFE) posiada 5,17% udziału w kapitale zakładowym, Aviva Otwarty Fundusz Emerytalny posiada 6,72%, a pozostali akcjonariusze – 58,68%. PKO Bank Polski jest spółką krajową z największą wartością akcji w wolnym obrocie na GPW (dane na 9 marca 2016).

## Grupa kapitałowa
PKO Bank Polski jest liderem grupy kapitałowej. W jej skład obok samego banku wchodzą spółki zależne, współzależne i stowarzyszone z bankiem. Działają one przede wszystkim w obszarze rynku finansowego, uzupełniając ofertę banku o takie produkty i usługi jak leasing, rozliczenia elektroniczne dokonywane za pomocą kart, faktoring czy fundusze inwestycyjne (TFI) i emerytalne (OFE). Innym ważnym sektorem gospodarki, w którym operują spółki należące do Grupy PKO BP, jest rynek nieruchomości.
Spółkami zależnymi bezpośrednio od PKO Banku Polskiego są:
- PKO Bank Hipoteczny SA (działalność bankowa, Warszawa)
- PKO Towarzystwo Funduszy Inwestycyjnych SA (zarządzanie funduszami inwestycyjnymi, Warszawa)
- PKO BP Bankowy Powszechne Towarzystwo Emerytalne SA (zarządzanie funduszami emerytalnymi, Warszawa)
- PKO Leasing SA (działalność leasingowa, Łódź)
- PKO BP Finat Sp. z o.o. (działalność usługowa, w tym usługi agenta transferowego oraz outsourcing specjalistów IT, Warszawa)
- PKO Życie Towarzystwo Ubezpieczeń SA (ubezpieczenia na życie, Warszawa)
- PKO Towarzystwo Ubezpieczeń SA (pozostałe ubezpieczenia osobowe i ubezpieczenia majątkowe, Warszawa)
- PKO Finance AB (usługi finansowe, Sollentuna, Szwecja)
- Kredobank SA (działalność bankowa, Lwów, Ukraina)
- Merkury – fiz an (lokowanie środków zebranych od uczestników funduszu, Warszawa)
- NEPTUN – fiz an (lokowanie środków zebranych od uczestników funduszu, Warszawa)
- PKO VC – fiz an (lokowanie środków zebranych od uczestników funduszu, Warszawa)

## Dane finansowe
Na podstawie materiału źródłowego:

Zysk netto:
- 2002 – 1,051 mld zł
- 2003 – 1,228 mld zł
- 2004 – 1,872 mld zł
- 2005 – 1,676 mld zł
- 2006 – 2,047 mld zł
- 2007 – 2,720 mld zł
- 2008 – 2,881 mld zł
- 2009 – 2,432 mld zł
- 2010 – 3,311 mld zł
- 2011 – 3,807 mld zł
- 2012 – 3,738 mld zł
- 2013 – 3,234 mld zł
- 2014 – 3,079 mld zł
- 2015 – 2,571 mld zł
- 2016 – 2,888 mld zł
- 2017 – 3,104 mld zł
- 2018 – 3,741 mld zł

Aktywa:
- 2002 – 82,0 mld zł
- 2003 – 84,4 mld zł
- 2004 – 85,1 mld zł
- 2005 – 90,3 mld zł
- 2006 – 99,8 mld zł
- 2007 – 105,3 mld zł
- 2008 – 131,2 mld zł
- 2009 – 153,7 mld zł
- 2010 – 167,2 mld zł
- 2011 – 190,7 mld zł
- 2012 – 193,2 mld zł
- 2013 – 196,3 mld zł
- 2014 – 243,8 mld zł
- 2015 – 262,4 mld zł
- 2016 – 273,0 mld zł
- 2017 – 296,9 mld zł
- 2018 – 324,3 mld zł

## Dyrektorzy i prezesi banku
- Szymon Midera (od 15.02.2024)
- Dariusz Szwed (14.04.2023–14.02.2024)
- Paweł Gruza (08.08.2022–12.04.2023, p.o.)
- Iwona Duda (23.10.2021–08.08.2022)
- Jan Emeryk Rościszewski (08.06.2021–22.10.2021)
- Zbigniew Jagiełło (01.10.2009–07.06.2021)
- Jerzy Pruski (20.05.2008–07.07.2009)
- Rafał Juszczak (11.04.2007–20.05.2008)
- Marek Głuchowski (10.01.2007–11.04.2007, p.o.)
- Sławomir Skrzypek (29.09.2006–10.01.2007, p.o.)
- Andrzej Podsiadło (20.06.2002–29.09.2006)
- Henryka Pieronkiewicz (12.04.2000–20.06.2002)
- Andrzej Topiński (14.04.1994–08.12.1999)
- Stanisław Pietrasiewicz (17.05.1991–07.02.1994)
- Marian Krzak (12.04.1988–17.05.1991)
- Edward Walaszczyk (01.08.1955–30.06.1975)
- Czesław Liżewski (1953–31.07.1955)
- Jan Marceli Drohojowski (1952–01.07.1953)
- Józef Gitler-Barski (1950–1952)

## Zarząd
- Szymon Midera – Prezes Zarządu[26][27]
- Krzysztof Dresler – Wiceprezes Zarządu ds. Finansów i Rachunkowości[27]
- Ludmiła Falak-Cyniak – Wiceprezes Zarządu ds. Bankowości Korporacyjnej i Inwestycyjnej[27][28]
- Piotr Mazur – Wiceprezes Zarządu ds. Zarządzania Ryzykiem[29]
- Tomasz Pol – Wiceprezes Zarządu ds. Bankowości Detalicznej i Firm[30]
- Michał Sobolewski – Wiceprezes Zarządu ds. Administracji[31]
- Marek Radzikowski – Wiceprezes Zarządu ds. Operacji i Bankowości Międzynarodowej[32]
- Mariusz Zarzycki – Wiceprezes Zarządu ds. Technologii[32]

## Nagrody
- Firma Roku 2018 Forum Ekonomicznego[33]
- Uhonorowany przez Bank Gospodarstwa Krajowego nagrodą „Lider sprzedaży gwarancji de minimis” (2020)[34]